# 1823 en science
| Années de la science : 1820 - 1821 - 1822 - 1823 - 1824 - 1825 - 1826    |
| Décennies de la science : 1790 - 1800 - 1810 - 1820 - 1830 - 1840 - 1850 |

Cet article présente les faits marquants de l'année 1823 en science.

## Événements
- 21 janvier : le géologue William Buckland découvre un squelette humain partiel aux os colorés d'ocre, la Dame rouge de Paviland, dans une grotte de la péninsule de Gower au pays de Galles, première sépulture préhistorique identifiée, accompagnée de coquillages marins percés, d'anneaux d'ivoire de mammouth, à proximité d'os d'animaux dont une omoplate de mouton et un crane de mammouth[1]. Buckland l’interprète comme la tombe d'une sorcière et prostituée d’époque romaine[2], en fait un jeune homme mort 33 000 ans avant le présent.

- 20 février : l'expédition menée par le Britannique James Weddell en Antarctique atteint la latitude record de 74°15’ S en mer de Weddell[3].
- 10 avril : le chimiste et physicien britannique Michael Faraday lit devant la Royal Society un mémoire sur la transformation de différents gaz en liquides, notamment sur la liquéfaction de l'acide chlorique et de l'acide carbonique[4].
- 17 juin : le chimiste et inventeur britannique Charles Macintosh dépose un brevet pour obtenir des vêtements imperméables par dissolution du caoutchouc dans du naphta (benzine)[5].

- 20 juillet : première utilisation d'une lentille de Fresnel sur la lanterne du phare de Cordouan sur l'estuaire de la Gironde[6].
- 4 décembre et 22 avril 1826 : Samuel Brown dépose des brevets pour un moteur à vide[7].

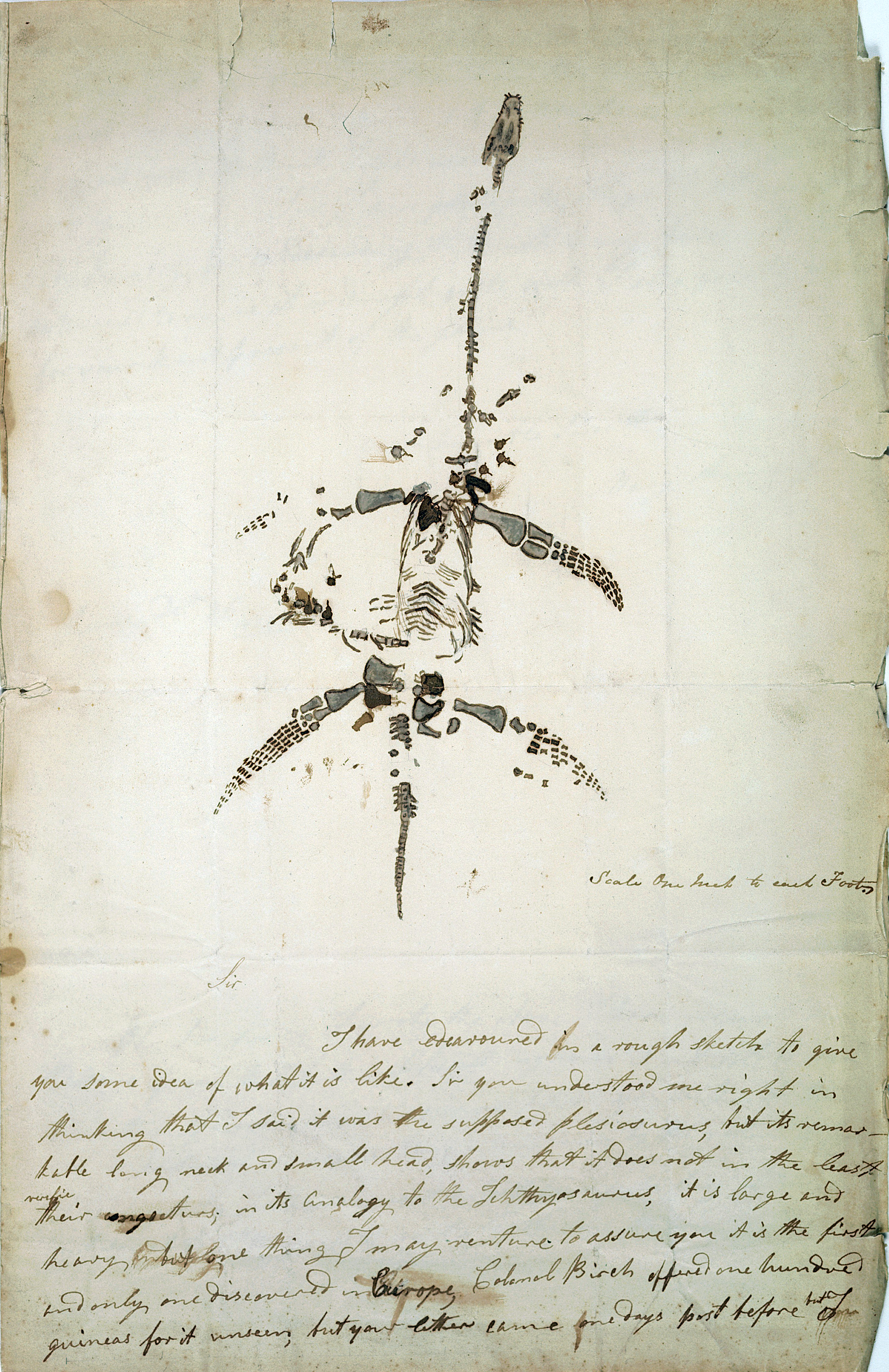
Lettre de Mary Anning sur la découverte du Plésiosaure.

- 10 décembre : Mary Anning découvre le premier squelette complet de plésiosaure[8].

- L'astronome allemand Heinrich Olbers formule le « paradoxe de la nuit noire », ou « paradoxe d'Olbers »[9].
- Le chimiste suédois Jöns Jacob Berzelius isole le silicium[10].

## Publications
- Eugène Chevreul : Recherches chimiques sur les corps gras d'origine animale, travaux sur les corps gras. Chevreul établit une théorie de la saponification et découvre les bougies stéariques, ce qui ouvre la voie à la production industrielle du savon et des bougies.
- Joseph von Fraunhofer : Classification spectrale des étoiles.

## Prix
- Le mathématicien britannique Charles Babbage obtient la médaille d'or de la Royal Astronomical Society pour sa calculatrice mécanique.
- Médailles de la Royal Society
  - Médaille Copley : John Pond

## Naissances

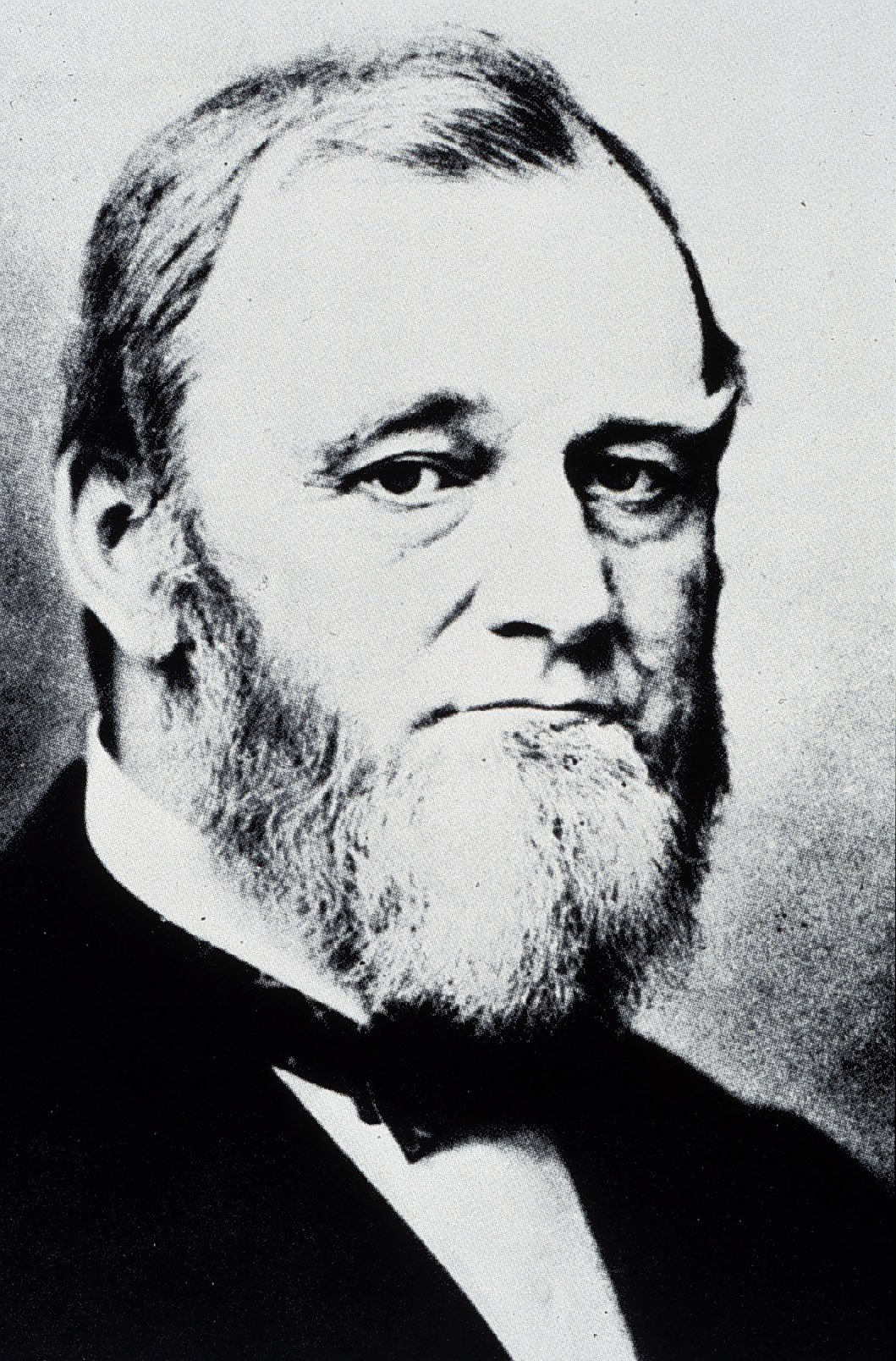
Spencer Fullerton Baird

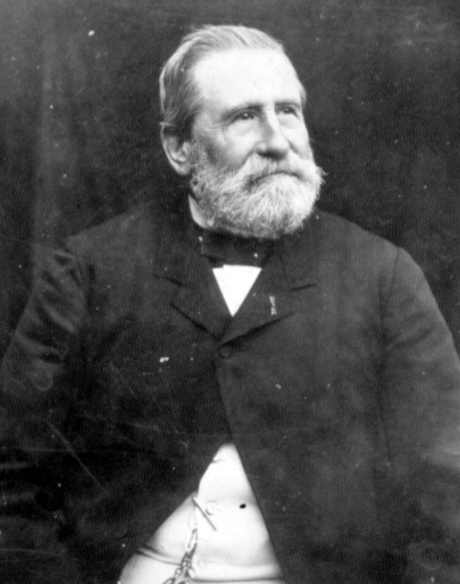
Gaston de Saporta

- 8 janvier : Alfred Russel Wallace (mort en 1913), biologiste britannique.

- 3 février : Spencer Fullerton Baird (mort en 1887), ornithologue et ichtyologiste américain.

- 1er avril : Adolphe de Dion (mort en 1909), archéologue français.
- 16 avril : Gotthold Eisenstein (mort en 1852), mathématicien allemand.

- 12 mai : John Russell Hind (mort en 1895), astronome britannique.

- 14 juin :
  - Piotr Lavrov (mort en 1900), mathématicien, écrivain, philosophe et sociologue russe.
  - Charles Viollette (mort en 1897), chimiste et professeur français.
- 21 juin : Jean Chacornac (mort en 1873), astronome français.

- 25 juillet : Julius Victor Carus (mort en 1903), zoologiste allemand.
- 28 juillet : Gaston de Saporta (mort en 1895), paléobotaniste français.
- 31 juillet : Édouard-Gérard Balbiani (mort en 1899), entomologiste et embryologiste français.

- 18 août : Charles Marionneau (mort en 1896), peintre paysagiste, historien de l'art et archéologue français.

- 9 septembre : Joseph Leidy (mort en 1891), paléontologue américain.

- 7 octobre : William Thomas Blanford (mort en 1905), géologue et naturaliste britannique.
- 13 octobre : Gaston Lespiault (mort en 1904), mathématicien, physicien, météorologue et astronome français.

- 17 novembre : John Evans (mort en 1908), archéologue et géologue anglais.
- 21 décembre : Jean-Henri Fabre (mort en 1915), naturaliste français.

## Décès
- 11 février : William Playfair (né en 1759), statisticien, ingénieur et économiste écossais.

- 7 avril : Jacques Alexandre César Charles (né en 1746), physicien, chimiste et inventeur français.

- 7 juillet : Carlo Verri (né en 1743), homme politique et agronome italien.
- 22 juillet : William Bartram (né en 1739), naturaliste américain.

- 2 août : Lazare Nicolas Marguerite Carnot (né en 1753), mathématicien, physicien, général et homme politique français.

- 3 décembre : Giovanni Battista Belzoni (né en 1778), explorateur italien.